# Micrabaciidae
Micrabaciidae  is een familie van neteldieren uit de klasse van de Anthozoa (bloemdieren). 

## Geslachten
- Leptopenus Moseley, 1881
- Letepsammia Yabe & Eguchi, 1932
- Micrabacia Milne Edwards & Haime, 1849 †
- Rhombopsammia Owens, 1986
- Stephanophyllia Michelin, 1841